# Gouaix
Gouaix är en kommun i departementet Seine-et-Marne i regionen Île-de-France i norra Frankrike. Kommunen ligger i kantonen Bray-sur-Seine som tillhör arrondissementet Provins. År 2022 hade Gouaix 1 320 invånare.

## Befolkningsutveckling
Antalet invånare i kommunen Gouaix
| Referens: INSEE |